# Sopa de lletres

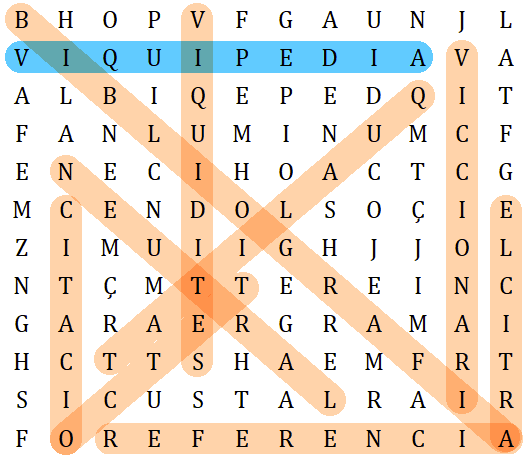
Exemple de sopa de lletres resolta amb paraules relacionades amb la Viquipèdia.

La sopa de lletres és un passatemps que consisteix a localitzar una sèrie de paraules en una graella plena de lletres, de manera que es pugui llegir en vertical, horitzontal o diagonal. Alguns mots estan en sentit invers i junt amb combinacions sense significat per augmentar la dificultat. A vegades s'hi inclouen accents, però no sempre. El nombre mínim de jugadors és 1.
Les paraules a cercar es poden indicar en un llistat, amb dibuixos o anunciant el tema (indicant per exemple que hi ha 10 animals a cercar). Variacions de la sopa de lletres són la sopa sil·làbica, on en comptes de lletres soles la graella conté combinacions de dues o tres, i l'encadenada, on trobar les paraules permet llegir, amb les lletres sobreres, un missatge que respon a la pregunta-repte. La graella pot tenir diferents formes, si bé la més habitual és la de forma de rectangle.
Per trobar les paraules només cal paciència i capacitat de lectoescriptura, per això la sopa de lletres és un dels passatemps més senzills. Apareix a la majoria de revistes d'entreteniment i té publicacions específiques amb nombroses variants. Han aparegut també programes informàtics que les simulen, sobretot amb finalitats educatives (per treballar el vocabulari o la lateralitat).

## Estratègia
Una estratègia habitual per trobar les paraules és repassar la graella d'esquerra a dreta (o de dreta a esquerra) i buscar la primera lletra de la paraula (si la llista de paraules és descrita). Un cop trobada la lletra, només cal mirar les vuit possibles direccions per veure si en alguna s'hi troba la paraula.
Una altra estratègia és buscar lletres poc habituals i que es trobin a la paraula que es desitja buscar.
Per acabar, l'estratègia de buscar lletres dobles a la paraula que es busca resulta útil, perquè és més fàcil detectar dues lletres idèntiques una al costat de l'altra que buscar dues lletres diferents.
Si no es proporciona una llista de paraules, una manera de trobar paraules és anar fila per fila llegint-la de dreta a esquerra i d'esquerra a dreta, i després les columnes, de manera similar. Com més paraules hi ha i més llargues són, més fàcils són de trobar. Un cop trobada una paraula és útil mirar files, columnes o diagonals adjacents per trobar-ne més, perquè al crear sopes de lletres sovint s'intenta enllaçar-les.